# Liste der Kulturdenkmale im Landkreis Zwickau

Karte des Landkreises Zwickau

In der Liste der Kulturdenkmale im Landkreis Zwickau sind die Kulturdenkmale im Landkreis Zwickau aufgelistet. Grundlage der Einzellisten sind die in den jeweiligen Listen angegebenen Quellen. Die Anmerkungen sind zu beachten.
Diese Liste ist eine Teilliste der Liste der Kulturdenkmale in Sachsen.

## Aufteilung
Wegen der großen Anzahl von Kulturdenkmalen im Landkreis Zwickau ist diese Liste in Teillisten nach den Städten und Gemeinden aufgeteilt.
| Karte | Kulturdenkmale in …         | Denkmale                                      | Teillisten |
| ----- | --------------------------- | --------------------------------------------- | --- |
|       | Bernsdorf                   | Gasthof                                       | |
|       | Callenberg                  | Rathaus in Callenberg                         | |
|       | Crimmitschau                | Dampfmaschine                                 | |
|       | Crinitzberg                 | Kriegerdenkmal                                | |
|       | Dennheritz                  | Dreiseithof in Niederschindmaas               | |
|       | Fraureuth                   | Denkmal für Andreas Hupfer                    | |
|       | Gersdorf                    | Rathaus in Gersdorf                           | |
|       | Glauchau                    | Seitengebäude des Amtsgerichtes               | |
|       | Hartenstein                 | Schloss Hartenstein                           | |
|       | Hartmannsdorf bei Kirchberg | Kirche Hartmannsdorf                          | |
|       | Hirschfeld                  | Michaeliskirche Niedercrinitz                 | |
|       | Hohenstein-Ernstthal        | Brunnen auf dem Marktplatz                    | |
|       | Kirchberg                   | Talsperre Wolfersgrün                         | |
|       | Langenbernsdorf             | Dorf- und Fuhrmannsgasthof                    | |
|       | Langenweißbach              | Wohnhaus in Weißbach                          | |
|       | Lichtenstein/Sa.            | Eisenbahnbrücke Strecke Stollberg–St. Egidien | |
|       | Lichtentanne                | Kirche in Lichtentanne                        | |
|       | Limbach-Oberfrohna          | Stadtkirche Limbach                           | |
|       | Meerane                     | Mietshaus in Ecklage                          | |
|       | Mülsen                      | Gasthof in Thurm                              | |
|       | Neukirchen/Pleiße           | Schloss Schweinsburg                          | |
|       | Niederfrohna                | Rittergut Mittelfrohna                        | |
|       | Oberlungwitz                | Rathaus Oberlungwitz                          | |
|       | Oberwiera                   | Kirche Oberwiera                              | |
|       | Reinsdorf                   | Morgensternschacht II                         | |
|       | Remse                       | Villa mit Garten                              | |
|       | Schönberg                   | Windmühle Tettau                              | |
|       | St. Egidien                 | Häuslerhaus (Umgebindehaus)                   | |
|       | Waldenburg                  | Schloss                                       | |
|       | Werdau                      | Brunnen im Stadtpark                          | |
|       | Wildenfels                  | Kalkofen in Schönau                           | |
|       | Wilkau-Haßlau               | Michaelisfriedhof                             | |
|       | Zwickau                     | Wohnhaus                                      | - Auerbach - Bockwa - Brand - Cainsdorf - Crossen - Eckersbach Siedlung - Gebiet Äuß. Dresdner Str./Pöhlauer Str. - Gebiet Talstr./ Trillerberg - Gebiet Reichenb. Str./ Freiheitsiedlung - Hartmannsdorf - Innenstadt - Marienthal Ost - Marienthal West - Mitte-Nord - Mitte-West - Mitte-Süd - Mosel - Neuplanitz - Niederhohndorf - Niederplanitz - Nordvorstadt - Oberhohndorf - Oberplanitz - Oberrothenbach - Pöhlau - Pölbitz - Rottmannsdorf - Schedewitz/Geinitzsiedlung - Schneppendorf - Schlunzig - Weißenborn |